# Брага
Брага (на португалски: Braga) е град в Португалия, център на едноименния окръг. Със своите 201 583 жители (по приблизителна оценка за 2023 г.). е петият най-населен град в страната.
Брага отстои на 53 км от Порто и през нея протичат реките Ешти и Кавадо.

## История
Районът на Брага е един от най-старите населени места в Европа. Първите селища тук датират от епохата на неолита. По-късно тук живеят келтските племена бракари, а през 14 г. римляните основават тук град Бракара Августа, наречен в чест на император Октавиан Август. Градът става столица на римската провинция Галиция и важен транспортен възел, където се пресичали пет важни римски пътя.
След падането на Римската империя, градът преминава последователно в ръцете на свебите, готите и маврите. Освободен е от владичеството на маврите от астурийския крал Алфонсо III Велики.
Брага е един от икономическите центрове на страната. Има два университета и е важна туристическа дестинация, благодарение на богатата си история.

## Известни личности
Родени в Брага
- Перу ди Магаляиш Гандаву (1540 – 1580), историк

## Побратимени градове
- Йеливаре, Полша